# Петар Перо Ћетковић
Петар Перо Ћетковић (Мужовићи, код Цетиња, 12. октобар 1907 — Невесиње, 28. март 1943) био је официр Југословенске војске, учесник Народноослободилачке борбе, генерал-мајор НОВЈ и народни херој Југославије.

## Биографија
Рођен је 12. октобра 1907. године у селу Мужовићи, код Цетиња. Потиче из сиромашне сељачке породице. Основну школу је завршио у Љуботињу, а гимназију на Цетињу. После завршених шест разреда гимназије, децембра 1926. године, уписао је Војну академију, коју је завршио априла 1929. године. Пошто је у својој 54. класи био међу првима, добио је право да изабере гарнизон. Изабрао је Невесиње и у том малом гарнизону као потпоручник отпочео официрску каријеру.
У Војсци Краљевине Југославије, у којој је имао чин капетана прве класе, остао је до капитулације Краљевине Југославије, 17. априла 1941. године. Пошто је успео да избегне заробљавање, вратио се у своје родно место. Ту се повезао са члановима Комунистичке партије Југославије (КПЈ) и активно учествовао у припремама оружаног устанка — радио је као војни инструктор на обуци омладине.
На почетку Тринаестојулског устанака народа Црне Горе, био је борац Љубостињског одреда, а потом постаје војни саветник. Новембра 1941. године именован је за команданта Ловћенског батаљона Црногорско-санџачког партизанског одреда. Ловћенски батаљон је приликом напада на Пљевља, 1. децембра 1941. године, водио изузетно тешке борбе.
Када је 21. децембра 1941. године, у Рудом, формирана Прва пролетерска ударна бригада Перо је постао командант њеног Првог (ловћенског) батаљона. У чувеном Игманском маршу, јануара 1942. године, његов батаљон је, захваљујући његовом војном искуству, имао најмање промрзлих бораца. Фебруара 1942. године батаљон је прегазио хладну и брзу реку Неретву и тиме избегао опкољавање. Његова је велика заслуга што су у вишедневним тешким борбама тучене јаке четничке снаге на сектору Мојковац–Колашин. Снажне ударне групе из Прве и Друге пролетерске бригаде којима је он командовао 3. јуна 1942. године разбиле су четнике у Добром долу на Дурмитору. Овај успех много је помогао партизанским снагама да се успешно повуку из Црне Горе. Први (ловћенски) батаљон се више пута истакао у походу пролетерских бригада у Босанску крајину, током јуна и јула 1942. године, и у борбама у овој области. Међу великим успесима у овом периоду су заузимање: Коњица, борбе на Цинцару, ослобођење Ливна и др.
Септембра 1942. године именован је за команданта Прве далматинске ударне бригаде и са њом од септембра до новембра 1942. године постигао видне успехе у борбама код Сиња, око Дувна и на простору Ливно–Сињ. У току 1942. године, због својих заслуга у Народноослободилачкој борби примљен је у чланство Комунистичке партије Југославије (КПЈ).
Успеси у командовању и руковођењу јединицама, били су одлучујући за Ћетковићево именовање на дужност команданта Треће ударне дивизије, 9. новембра 1942. године. Дивизија је у новембру и децембру 1942. и почетком јануара 1943. године извела више замашних подухвата у долини река Врбаса и Босне — борбе за ослобођење и одбрану Јајца, борбе у долини Врбаса (сектор Јајце–Травник), ослобађање дела централне Босне и др.
На почетку Четврте непријатељске офанзиве, Трећа дивизија је пребачена у рејон горњег тока реке Врбас. Водила је жестоке борбе за Бугојно и око Горњег Вакуфа. Потом је дошла борба за Прозор. Овај град, који су браниле јаке италијанске снаге, био је главна препрека на путу Главне оперативне групе у долину река Раме и Неретве. Због тога је Врховни командант НОВ и ПОЈ Јосип Броз Тито наредио Трећој дивизији да разбије непријатеља и град ослободи. Две ноћи су борци Треће дивизије херојски јуришали. Успео је тек други напад, град је ослобођен, а непријатељ је уз велике губитке протеран. То је био један од највећих успеха у борбама на Неретви. После тога дивизија је водила жестоке борбе у долини Раме, на Неретви и за Коњиц. Те борбе и против удар код Горњег Вакуфа одлучили су судбину рањеника на Неретви, разбијање непријатељских снага и припрему продора на исток. У противофанзиви са Неретве на исток Трећа дивизија је водила више жестоких борби са Италијанима, усташко-домобранским и четничким јединицама. Прелаз преко Неретве, борбе на Прењу и Вележу и ослобођење Невесиња били су њени велики успеси.
Перо Ћетковић, командант Треће ударне дивизије, рањен је 24. марта 1943. године код Невесиња и убрзо подлегао ранама. Тако је живот и каријеру војника завршио у борби за место у коме је, четрнаест година раније, као млади потпоручник добио прву дужност. Када су 1. маја 1943. године, уведени први чинови у НОВЈ, посмртно је произведен у чин генерал-мајора.
Указом Врховног штаба НОВ и ПОЈ, 30. априла 1943. године, проглашен је за народног хероја Југославије, међу првим борцима НОВ и ПОЈ. Указом Президијума Врховног совјета СССР-а одликован је Орденом отаџбинског рата првог степена. У „Билтену Врховног штаба“ бр 23–27 о проглашењу Пере Ћетковића за народног хероја пише:
| „ | На основу ријешења Врховног штаба даје се назив народног хероја другу Перу Ћетковићу, команданту ударне дивизије. Друг Перо Ћетковић, капетан бивше југословенске војске, од првог је дана Народноослободилачке борбе у редовима партизана и истакао се својим јунаштвом и умјешним руковођењем, испочетка као командант Ловћенског батаљона у борби код Пљеваља у јесен 1941 г., онда као командант батаљона пролетерске бригаде, касније као командант далматинске бригаде и коначно као командант ударне дивизије. Друг Перо Ћетковић показао се у свим борбама као неустрашиви командант, до краја одан народној борби у којој је дао и свој живот. | ” |

## Фото-галерија
- Штаб Прве далматинске бригаде, с лева на десно: Владо Шћекић, Перо Ћетковић, Анте Кроња и Божо Билић Марјан
- Тело Пера Ћетковића на одру. Са свећом у руци стоји његов отац, а покрај њега Сава Ковачевић.
- Сахрана Пера Ћетковића, марта 1943. године.
- Орден народног хероја
- Орден отаџбинског рата другог реда